# Баранець Григорій Григорович
Григо́рій Григо́рович Баране́ць (нар. 22 липня 1986, Львів) — український футболіст і тренер. Футзаліст львівського клубу «Максимус». Тренер клубної академії «Руху».

## Кар'єра
Вихованець ДЮСШ «Карпати» (Львів), куди його відвела мати. Перший тренер — Микола Дударенко.
Дебютував у професіональних змаганнях 26 липня 2003 року у матчі між «Вересом» та «Галичиною-Карпатами», вийшовши на заміну на 70-ій хвилині. Перший гол забив 28 березня 2004 року в матчі «Іква» — «Галичина-Карпати».
Розпочинав кар'єру, граючи за «Галичину-Карпати» та «Карпати-2». Звідти він був відданий до івано-франківського «Спартака», який боровся за виживання, звідки у зимову перерву перейшов до стрийського «Газовика-Скали».
12 липня 2008 року провів свій перший матч у Прем'єр-лізі проти донецького «Шахтаря». За сезон 2008—2009 забив 3 голи, 1 з пенальті. Провів 23 матчі у Прем'єр-лізі, 2 матчі в кубку України, 1 матч у першості молодіжних складів.
З липня 2010 року — гравець львівських «Карпат». На початку 2011 року підписав контракт з київською «Оболонню».
2 лютого 2013 року  разом з братом Григорієм підписав контракт з тернопільською «Нивою». Перший матч провів 13 квітня 2013 року проти клубу «Реал Фарм», де «Нива» здобула перемогу з рахунком 3:0. Першим голом відзначився 15 травня 2013 року в тернопільському дербі проти ФК «Тернопіль», де «Нива» завдяки голу Григорія перемогла. У вересні 2013 Григорій Баранець призначений капітаном «Ниви».
Улітку 2016 року став гравцем «Руху» (Винники).

## Приватне життя
Має брата-близнюка Бориса.